# Andrew Lancaster
Andrew Lancaster és un director de cinema australià.
Al Festival de Cinema d'Àsia-Pacífic, va guanyar el premi "Millor curtmetratge" el 1993 per Palace Cafe i el "Premi a la millor pel·lícula" el 2002 per In Search of Mike.El seu documental de 2014 The Lost Aviator es va estrenar al Festival de Cinema de Londres. Joud (2018), basat a Aràbia Saudita, s'ha destacat per la seva absència de diàleg.

## Filmografia
- Palace Cafe (1993)
- Universal Appliance (1994)
- In Search of Mike (2000)
- Syntax Error (2003)
- Accidents Happen (2009)
- The Lost Aviator (2014)
- Joud (2018)

## Premis i nominacions

### Premis ARIA Music
Els ARIA Music Awards són una cerimònia anual de lliurament de premis que reconeix l'excel·lència, la innovació i els assoliments en tots els gèneres de la música australiana. Van començar l'any 1987.
| Any  | Premi                                                                                           | Categoria    | Nominat   | Resultat | Ref |
| ---- | ----------------------------------------------------------------------------------------------- | ------------ | --------- | -------- | --- |
| 1996 | Andrew Lancaster per a "Soldiers" de You Am I                                                   | Millor vídeo | Guanyador | [ 4 ]    |     |
| 1999 | Andrew Lancaster i David McCormack per "Girls Like That (Don't Go For Guys Like Us)" de Custard | Millor vídeo | Guanyador | [ 4 ]    |     |